# Yoko Isoda
Yoko Isoda (磯田 陽子, Isoda Yoko), née le 26 août 1978 à Ōsakasayama, est une nageuse synchronisée japonaise.

## Carrière
Lors des Jeux olympiques de 2000 à Sydney, Yoko Isoda remporte la médaille d'argent olympique en ballet avec Rei Jimbo, Miho Takeda, Raika Fujii, Miya Tachibana, Yuko Yoneda, Yoko Yoneda, Juri Tatsumi et Ayano Egami.